# Dream Story : Les Aventures de Tim et Lola
Dream Story : Les Aventures de Tim et Lola (40 Winks: Conquer Your Dreams) est un jeu vidéo de plates-formes sorti en 1999 sur PlayStation. Le jeu a été développé par Eurocom et édité par GT Interactive.
Une version Nintendo 64 devait voir le jour en septembre 1999 mais a été annulée après un premier report. Une version en développement a été retrouvée et la ROM du jeu jouable sur émulateur est disponible sur Internet. En 2017, la société Piko Interactive a acquis les droits d'édition du jeu et compte sortir en 2018 une version cartouche en distribution limitée (250 à 300 exemplaires et vendu uniquement sur Internet) après une campagne de financement participative réussie. Cette version sort également sur Windows.
Le jeu est ressorti sur PlayStation 3 et PlayStation Portable (PSP) en 2010. Il est également disponible sur PlayStation Vita via le PS Store.